# 崔京生
崔京生（1951年3月8日—），男，原籍山西岢岚，生于北京，中国作家，中国电视剧飞天奖优秀编剧。